# Balanites aegyptiaca
Balanites aegyptiaca és una espècie d'arbre classificat ja sia com de la família Zygophyllaceae o la Balanitaceae. És planta nativa de gran part d'Àfrica, incloent el Sahel, i de parts de l'Orient Mitjà.
Tolera diversos tipus de sòl i prospera des de les regions semiàrides a les subhumides.

## Descripció
Balanites aegyptiaca arriba a fer 10 m d'alt i té una forma estreta, és espinós, els folíols tenen formes variables. Floreix en inflorescències i les flors individuals són de color groc verdós. El fruit és el·lipsoide d'uns 4 cm de llargada.

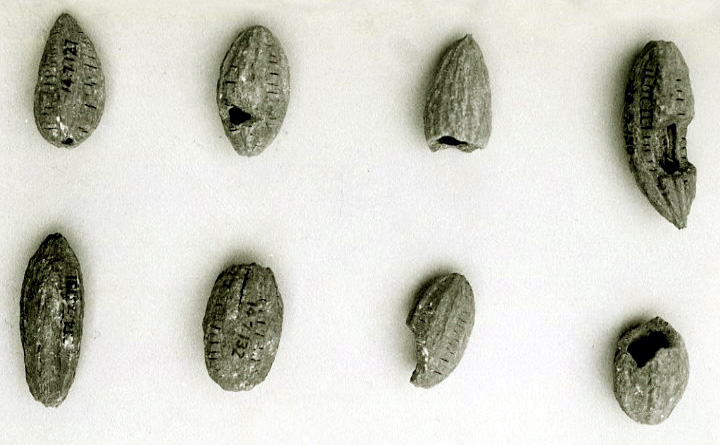
Fruits de Balanites aegyptiaca de Saqqara. Mastaba de Perneb, Egipte. MET.

Balanites aegyptiaca s'ha conreat a l'antic Egipte. El fruit és comestible però amargant. El turtó dels fruits premsats és un farratge
També els elefants la consumeixen.